# شپشک‌های لاک ساز
شپشک‌های لاک ساز (نام علمی: Kerriidae) نام یک تیره از راسته نیم‌بالان است.